# Собат
Соба́т — річка в Південному Судані, ліва притока Білого Нілу.

## Загальні дані
Довжина Собату — 354 км, площа басейну — 225 000 км².
Середні витрати води — 412 м3/с, причому максимально цей показник сягає 680 м3/с, а мінімально опускається — до 99 м3/с.
Живлення — дощове і підземне.
Води Собату є надзвичайно каламутними, маючи у собі велику частину піску — його ж вони вливають у Білий Ніл, що власне і породило його назву.

## Географія протікання
Собат є найпівденнішою з великих лівих приток Нілу, впадаючи у Білий Ніл в районі гір Дуліб (Dolieb) в околицях міста Малакаль.
Річка утворена від злиття 2 потоків — з заходу річкою Баро і з півночі річкою Пібор (на кордоні з Ефіопією).

## Використання
Протікаючи в цілому посушливому районі, води Собату активно використовуються для зрошення.
У період літніх дощів річка є судноплавною до міста Гамбель.